# Фердинанд I (король Румунії)
Фердина́нд I (рум. Ferdinand I de Hohenzollern-Sigmaringen,повне ім'я Фердинанд Віктор Мейнард Альберт; 24 серпня 1865 — 20 липня 1927) — король Румунії з династії Гогенцоллернів-Зигмарінгенів з 10 жовтня 1914 до своєї смерті. Маршал Румунії.

## Біографія
Син Леопольда Гогенцоллерна-Зігмарінгена і Антонії Португальської. Племінник Кароля I, виявився на престолі через відмову від прав успадкування батька (1880) і старшого брата Вільгельма (1888). При цьому, керуючи православною країною, Фердинанд залишився католиком, з тією умовою, щоб його діти виховувалися в православній вірі.
У 1893 році одружився з Марією, герцогинею Единбурзькою, онукою королеви Вікторії та імператора Олександра II (1875—1938). У тому ж році 15 (28) жовтня в подружжя з'явився спадкоємець, майбутній король Румунії Кароль II.Для сім'ї спадкоємця престолу Кароль I наказав побудувати поряд з королівською резиденцією замок Пелішор.
У ході другої Балканської війни 1913 року командував збройними силами країни, реорганізованими ним ще до початку військових дій проти Болгарії.
Царювання Фердинанда почалося незабаром після того, як розгорілася Перша світова війна; на відміну від дядька, прихильника Німеччини, він дотримувався нейтральних позицій, а в 1916 році після довгих переговорів Румунія вступила у війну на боці Антанти (що було сприйнято Вільгельмом II як зрада дому Гогенцоллернів). Незабаром вона була розгромлена, і австро-німецькі війська зайняли Бухарест; Фердинанд був змушений на деякий час емігрувати. Королівська родина відбула до Молдови, Ясси були оголошені столицею. Однак румуни вчинили рішучий опір німцям при Мерешешті (12-19 серпня 1917) і тільки під загрозою поразки були змушені 6 грудня 1917 підписати перемир'я, а 7 травня 1918 — мирний договір. По ньому Румунія втрачала всю Добруджу, поступалася Австро-Угорщині смугою на межі з Трансільванією (5,6 тисяч квадратних км), зобов'язалася надати німецьким компаніям право на розробку державних родовищ і торгівлю всією румунської нафтою на 90 років. У червні 1918 року парламент схвалив договір, але Фердинанд не підписав його, затягуючи час і чекаючи розвитку подій. Коли поразка Німеччини стала неминучою, уряд генерала К. Коанди 9 листопада 1918 (за два дні до капітуляції Німеччини) денонсував Бухарестський мир і зажадав в термін 24 години виведення німецьких військ з території країни або їх капітуляції. 1 грудня 1918 вступив в Будапешт. Таким чином країна увійшла в число країн-переможниць. У результаті війни в 1918 році до Румунії була приєднана Трансільванія, що збільшила територію країни з 131,3 тисяч квадратних км до 295 тисяч, а населення з 7,9 до 14,7 млн осіб. Втрати Румунії у війні, за деякими оцінками, склали 250 тисяч осіб убитими і померлими в полоні і від ран. Збиток, понесений країною, склав 17,7 млрд золотих левів (все національне багатство в 1914 році оцінювалося в 36 млрд). У 1918 і 1919 роках, після перемоги армій союзних держав, до Румунії були приєднані землі, які належали раніше Російській імперії та Австро-Угорщині — землі Бессарабії, Буковини, Трансільванії і частина Банату.

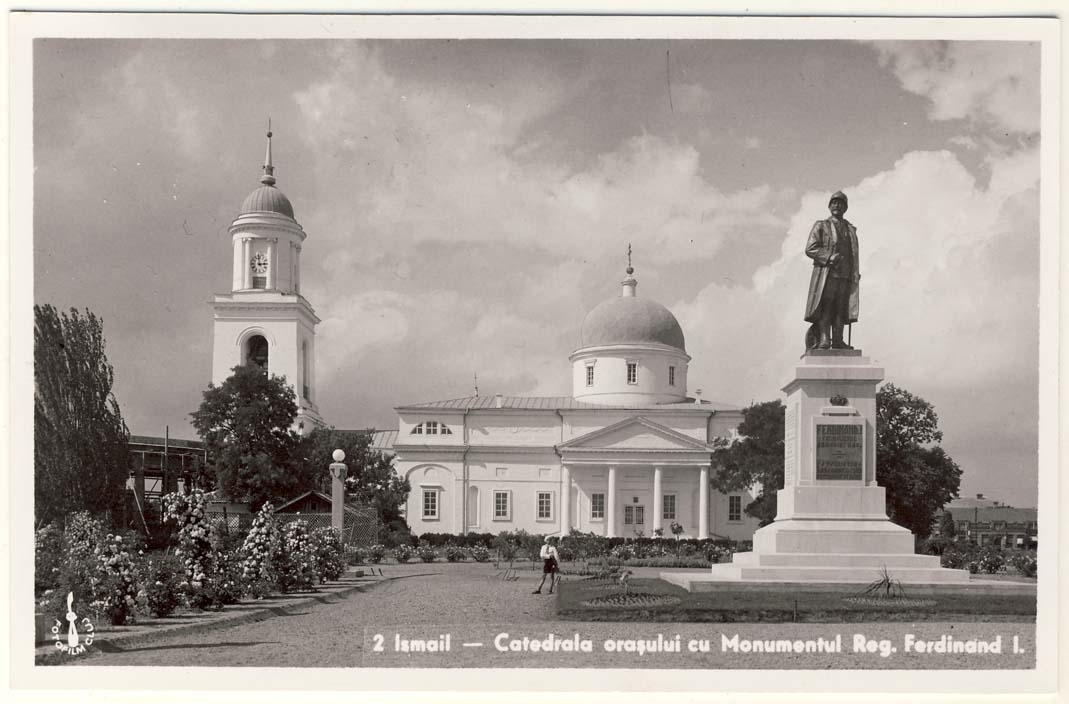
Пам'ятник Фердинанду I в Ізмаїлі. Був зведений у 1927 в пам'ять про візит короля до міста в 1918 році. Зруйнований у 1945 році

У 1918 році, коли румунські війська увійшли до Бессарабії, король з королевою вирушили оглядати свої нові володіння. Приїхали вони і в Аккерман. Оглянули місто, побували у фортеці, були присутні на військовому параді, влаштованому для них військовими румунського гарнізону Аккермана. У центральному міському парку на вулиці Михайлівській  відбулася зустріч королівського подружжя з громадськістю міста. Королю і королеві були піднесені квіти і подарунки. Королева Марія посадила кілька квітів на пам'ять. У жовтні 1922 Фердинанд був помпезно коронований в Алба-Юлії, традиційній резиденції трансільванських князів. Після Першої світової війни Фердинанд провів аграрну реформу, займався питаннями модернізації армії, введення загального виборчого права, а також надання цивільних прав євреям, що народилися в Румунії.
Повоєнні роки були затьмарені конфліктом з сином і спадкоємцем, кронпринцем Каролем, який вступив в скандальний шлюб з однією зі своїх коханок і покинув країну. Позбавивши сина престолонаслідування, Фердинанд зробив безпосереднім наступником малолітнього онука, Міхая I. Однак через три роки після смерті Фердинанда Кароль повернувся з-за кордону, змістив сина і став царювати як Кароль II.
Помер Фердинанд у своєму палаці в Синая поблизу Бухареста 20 липня 1927 року.

## Пам'ятники
У 2018 році встановлено бюст у Варниці (Молдова). Автор молдавський скульптор В'ячеслав Жиглицький.
У 2020 році встановлено погруддя в Ніспорені (Молдова). Автор молдавський скульптор В'ячеслав Жиглицький.
У 2021 році встановлено погруддя села Вережени Теленештського району (Молдова). Автор молдавський скульптор В'ячеслав Жиглицький.
2022 року встановлено бюст в Орхей (Молдова). Автор молдавський скульптор В'ячеслав Жиглицький.
У 2023 році встановлено погруддя у Бельцького університету в Бельцях (Молдова). Автор молдавський скульптор В'ячеслав Жиглицький.
У 2023 році встановлено погруддя в селі Куретура Шолденештьського району (Молдова). Автор молдавський скульптор В'ячеслав Жиглицький

## Сім'я
Був одружений з принцесою Великої Британії Марією Единбурзькою.
Діти:
- Кароль II (1893—1953) — майбутній король Румунії
- Єлизавета Румунська (1894—1956) — дружина короля Греції Георга II
- Марія (1900—1961) — дружина короля Югославії Олександра I
- Ніколає (1903—1978) — у 1931 році одружився з Жанною Димитреску-Тохані, 1937 року виключений з порядку престоланаслідування за морганатичний шлюб
- Ілеана (1909—1991) — у 1931 році вийшла заміж за архикнязя Антона Габсбурґа Тосканського, у другому шлюбі — за Етьеном Іссареску
- Мірча (1913—1916) — помер у дитинстві[2]

## Родовід
| Родовід Королів Румунії |
| - Алексій I, Римський Імператор - Теодора Комніна, Римська Імператриця - Андронік Ангел, Римський Імператор - Алексій III, Римський Імператор - Алексій III, Римський Імператор - Анна Ангеліна, Римська Імператриця - Марія Ласкарина, Королева Русі - Констанція Угорська, Королева Русі - Георгій, Король Русі - Георгій, Король Русі - Анастасія, Королева Русі - Уляна, Королева Русі - Александра, Княгиня Мазовецька - Кімбурга, Герцогиня Австрії - Маргарита Австрійська, Кюрфюрстіна Саксонії - Ернест, Кюрфюрст Саксонії - Крістіна Саксонська, Королева Данії, Королева Норвегії, Королева Швеції - Єлизавета Данська, Кюрфюрстіна Бранденбургу - Йоахім II Гектор, Кюрфюрст Бранденбургу - Йоганн Георг, Кюрфюрст Бранденбургу - Йоахім Ернест, Маркграф Бранденбург-Ансбах - Альбрехт ІІ, Маркграф Бранденбург-Ансбах - Доротея-Шарлотта Бранденбург-Ансбахська, Ландграфиня Гессен-Дармштадту - Людвіг VIII, Ландграф Гессен-Дармштадтський - Людвіг IX, Ландграф Гессен-Дармштадтський - Амалія Гессен-Дармштадтська, Принцеса Баденська - Карл, Великий Герцог Баденський - Жозефіна Баденська, Княгиня Гогенцоллерн-Зігмарінген - Кароль I, Король Румунії - Леопольд, Князь Гогенцоллерн-Зігмарінген - Фердинанд I, Король Румунії - Кароль II, Король Румунії - Міхай I, Король Румунії |